# 아슈타디그가자

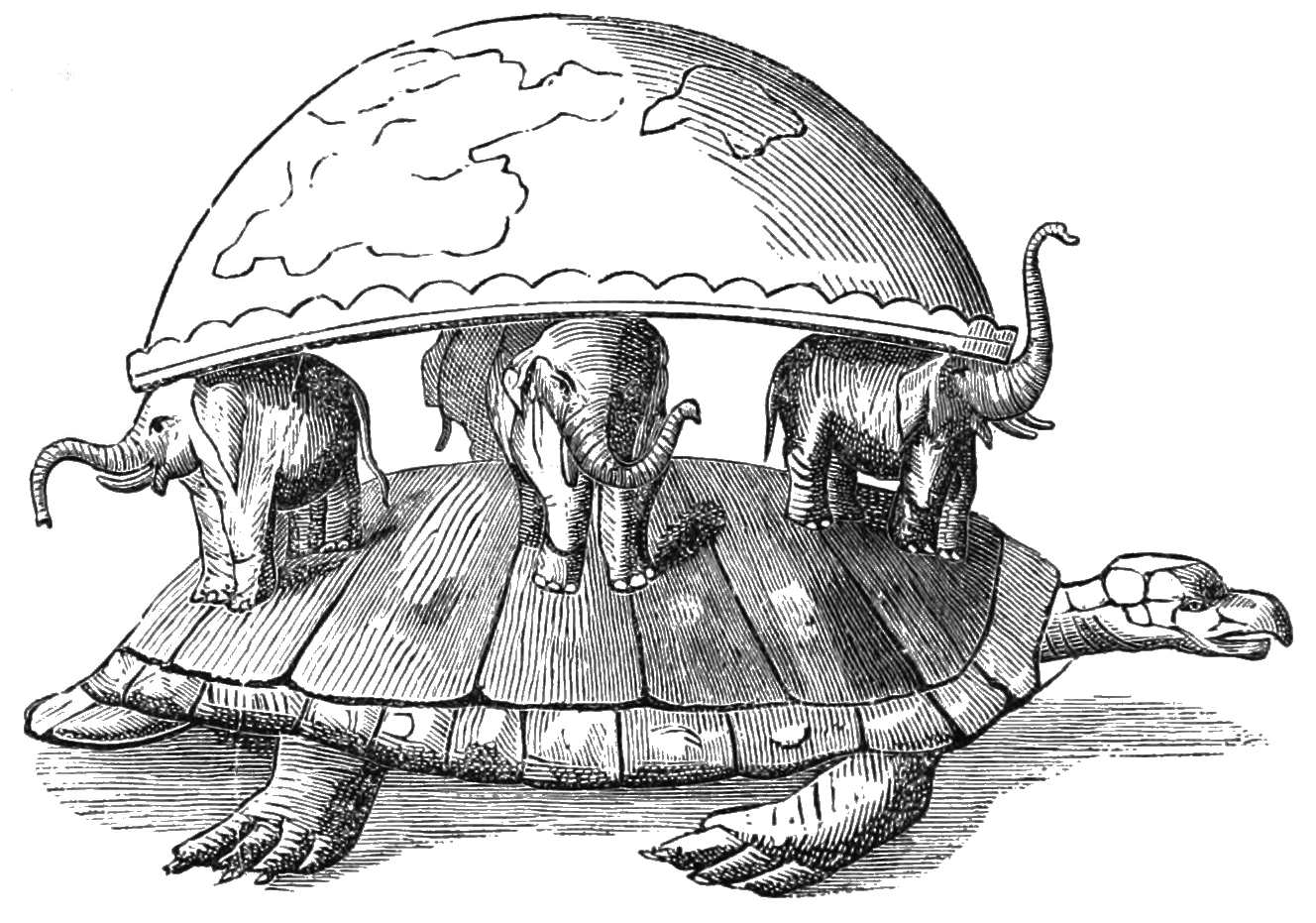
1877년 미국에서 그려진, 네 마리의 코끼리 등 위에 세계가 지지되어 있고 코끼리들은 거북의 등 위에 서 있는 그림.

아슈타디그가자(산스크리트어: अष्टदिग्गज)는 힌두교 우주론에 등장하는 여덟 마리의 전설적인 코끼리 무리로, 우주의 여덟 구역을 수호한다. 아슈타디그가자 옆에는 아슈타디카리니라고 불리는 여덟 마리의 암코끼리들도 있다.

## 목록
여덟 구역을 지키는 아슈타디그가자와 아슈타디카리니는 총 여덟 쌍이다:
| 방위   | 수컷         | 암컷       |
| ------ | ------------ | ---------- |
| 동쪽   | 아이라바타   | 아브라무   |
| 남동쪽 | 푼다리카     | 카필라     |
| 남쪽   | 바마나       | 핑갈라     |
| 남서쪽 | 쿠무다       | 아누파마   |
| 서쪽   | 안자나       | 탐라카르니 |
| 북서쪽 | 푸슈파단타   | 슈브라단티 |
| 북쪽   | 사르바바우마 | 앙가나     |
| 북동쪽 | 수프라티카   | 앙자나바티 |

## 문헌
아슈타디그가자 외에도, 저승의 네 방향에서 지구를 지탱하는 네 마리의 코끼리가 있으며, 그들의 이름은 라마야나에 나와 있다: 비루팍샤(동쪽), 마하파드마사마(남쪽), 사우마나사(서쪽), 바드라(북쪽).
마탕가 릴라는 아슈타디그가자를 아슈타디팔라, 즉 여덟 신성한 방위의 수호신의 바하나로 연관시킨다. 이 문헌은 '태어나지 않은 자'(창조주)가 우주 알의 반쪽 껍질을 손에 들었을 때, 현자들이 사만 찬송가를 읊조리는 동안 아이라바타가 이끄는 아슈타디그가자들이 오른손의 껍질에서 나왔고, 암코끼리 여덟 마리는 그들의 배우자로 왼손의 껍질에서 나왔다고 말한다. 아슈타디그가자들은 배우자와 번식하여 숲과 산을 코끼리로 채웠다. 그들은 아수라와의 전투에서 신들을 돕기도 했다.

## 대중문화
세계 거북이 하나 또는 여러 세계 코끼리를 지탱한다는 대중적인 묘사는 1599년 에마누엘 드 베이가의 편지에 기록되어 있다. 빌헬름 폰 훔볼트는 세계 코끼리 사상이 산스크리트어 명사 나가가 "뱀"과 "코끼리"(뱀과 같은 코 때문에 명명됨)라는 이중적인 의미를 가져서 세계 뱀에 대한 왜곡된 설명으로 나타난 혼동 때문일 수 있다고 주장했다.
사랑과 죽음

놀라운 단상에 왕좌가 솟아올랐고,

그 연꽃 후드가 불길한 아름다움으로 그의 끔찍한

매끄러운 주름, 위대한 마하푸드마를 덮은 그는

죽음의 왕좌를 높이 받들고 있었다. 그곳에는 지극히 높으신 분이 앉아 있었다.

연민과 치명적인 눈을 가진 자,

많은 이름과 많은 본성을 가진 자;

야마, 강하고 순수한 하데스는 슬프고 교활했다.

다르마, 오래된 율법을 그대로 지키는 자.

브루어스 구어 및 우화 사전은 마하푸드마와 추크와를 "거북 추크와가 코끼리 마하푸드마를 지탱하고, 마하푸드마가 다시 세계를 지탱하는 인도 신화의 대중적인 묘사"에서 유래한 이름으로 등재하고 있다. 마하푸드마의 철자는 아우로빈도 고시가 1921년 마하바라타 이야기를 다시 쓴 것에서 마하파드마의 오탈자로 시작되었다.
테리 프래쳇의 디스크월드 소설에서 디스크는 거대한 거북 위에 서 있는 네 마리의 코끼리 어깨 위에 놓여 있다. 전설적인 다섯 번째 코끼리는 땅속으로 떨어져 귀중한 광물 자원의 유산을 남겼다.